# 長體石斧脂鯉
長體石斧脂鯉，為輻鰭魚綱脂鯉目脂鯉亞目脂鯉科的其中一個種。分布於南美洲亞馬遜河、埃塞奎博河及奧里諾科河流域，體長可達24.2公分，棲息在底中層水域，生活習性不明，可做為觀賞魚。

## 扩展阅读
維基物種上的相關：長體石斧脂鯉